# Colm Brophy

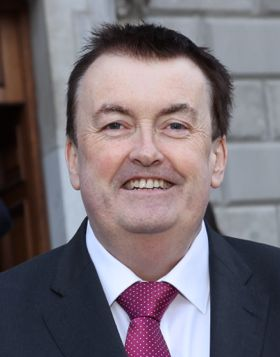
Colm Brophy (2024)

Colm Brophy (* 22. Juni 1966 in Dublin, Irland) ist ein irischer Politiker der Fine Gael (FG). 

## Leben
Colm Brophy wuchs in Cabinteely auf und studierte am Dublin Institute of Technology Wirtschaftswissenschaften. Von 2008 bis 2016 war er Mitglied des South Dublin County Council. Bei den Wahlen 2011 zum Dáil Éireann für den Wahlkreis Dublin South Central blieb er erfolglos. Auch der Versuch, in den Seanad Éireann über die Wirtschaftsliste einzuziehen, scheiterte. Jedoch gelang es ihm dann bei Wahlen 2016 den Sitz für den Wahlkreis Dublin South-West zu erobern, den er bei den Wahlen 2020 verteidigen konnte.
In der Regierung Martin I wurde er am 1. Juli 2020 zum Staatsminister im Außenministerium für die Angelegenheiten der Entwicklungshilfe und der irischen Minderheiten im Ausland ernannt. In der Regierung Varadkar II war er nicht mehr vertreten. Am 21. Dezember 2022 wurde Seán Fleming zu seinem Nachfolger ernannt.
Colm Brophy ist seit 1998 mit Maeve O’Connell, einer Juristin, die auch seit 2024 im Dáil Éireann sitzt, verheiratet.